# Hainklingen
Hainklingen (fränkisch: Hahn-glinga) ist ein Gemeindeteil des Marktes Flachslanden im Landkreis Ansbach (Mittelfranken, Bayern). Hainklingen liegt in der Gemarkung Neustetten.

## Geografie
Durch das Dorf fließt der Hainklingengraben, ein linker Zufluss der Bibert. 0,5 km nordwestlich liegt die Plattenhöhe, 0,5 km südöstlich der Bibertgrund. Die Kreisstraße AN 24 führt nach Obernbibert (1,4 km südöstlich) bzw. zur Staatsstraße 2245 (0,3 km nordwestlich), die nach Großhabersdorf (18 km östlich) bzw. nach Oberdachstetten führt (9 km westlich). Eine Gemeindeverbindungsstraße führt nach Schmalnbühl (0,8 km südwestlich).

## Geschichte
1294 wurde der Ort in einer Schenkungsurkunde, mit der Burggraf Friedrich III. von Nürnberg Besitzungen dem Deutschen Orden zu Virnsberg überließ, als „Hegninklingen“ erstmals erwähnt. Der Ortsname bedeutet Bei der Schlucht des Hegino, wobei Hegino ein Personenname ist. Im 17. Jahrhundert war der Personenname offensichtlich unbekannt und man meinte den Ortsnamen von Heim ableiten zu können, dementsprechend ist von da an die Form „Haimbklingen“ bezeugt.
Das Kloster Heilsbronn erwarb dort acht Anwesen, von denen drei im Dreißigjährigen Krieg bewohnt blieben.
Gegen Ende des 18. Jahrhunderts bildete Hainklingen mit Schmalnbühl eine Realgemeinde. In Hainklingen gab es 8 Anwesen. Das Hochgericht übte das Obervogteiamt Virnsberg des Deutschen Ordens aus. Die Dorf- und Gemeindeherrschaft hatte das Deutschordenskommende Nürnberg. Alle Anwesen hatten den Deutschen Orden als Grundherrn (Deutschordenskommende Nürnberg: 2 Höfe, 2 Halbhöfe, 1 Viertelhof, 1 Tropfgut, 1 Hirtenhaus; Deutschordenskommende Virnsberg: 1 Hof).
Im Rahmen des Gemeindeedikts wurde Hainklingen dem 1808 gebildeten Steuerdistrikt Virnsberg und der 1811 gegründeten Ruralgemeinde Virnsberg zugeordnet. Am 12. Juni 1824 wurde Hainklingen in die neu gebildete Gemeinde Neustetten umgemeindet. Im Zuge der Gebietsreform in Bayern wurde diese Gemeinde mit Hainklingen am 1. Januar 1972 in den Markt Flachslanden eingegliedert.

### Baudenkmal
- mittelalterliches Steinkreuz aus Blasensandstein an der Bibertbrücke am Weg nach Obernbibert[13][14]

### Einwohnerentwicklung
| Jahr      | 001818 | 001840 | 001861 | 001871 | 001885 | 001900 | 001925 | 001950 | 001961 | 001970 | 001987 | 002011 | 002017 | 002022 |
| Einwohner | 67     | 57     | 69     | 62     | 60     | 68     | 64     | 80     | 57     | 55     | 38     | 42     | 40     | 42     |
| Häuser    | 10     | 9      |        |        | 10     | 14     | 12     | 11     | 11     |        | 11     |        |        |        |
| Quelle    | [ 16 ] | [ 17 ] | [ 18 ] | [ 19 ] | [ 20 ] | [ 21 ] | [ 22 ] | [ 23 ] | [ 24 ] | [ 25 ] | [ 26 ] |        |        | [ 1 ]  |

## Religion
Der Ort ist seit der Reformation evangelisch-lutherisch geprägt und bis heute nach St. Laurentius (Flachslanden) gepfarrt. Die Einwohner römisch-katholischer Konfession sind nach St. Dionysius (Virnsberg) gepfarrt.